# Stylophora contorta
Espèce
Stylophora contorta est un taxon de coraux appartenant à la famille des Pocilloporidae, mais au statut incertain.